# IOS 17
iOS 17は、Appleが開発しているモバイルオペレーティングシステムiOSの17番目のメジャーリリースである。開発者向けβ版は、発表当日の2023年6月5日（日本時間）に配信された。正式リリース版は2023年9月19日から配信開始された。

## 概要
2023年6月5日、WWDC 2023で発表された。対応端末はiPhone XS/XS Max以降のiPhone。
iOS 16でサポートされたモデルのうち、iPhone 8/8 Plus・iPhone XがiOS 17においてサポート対象外となった。これに伴い、Face ID搭載のiPhoneでのサポート終了は今回のiOS 17が初めてとなった。これらの機種はiOS 16においてセキュリティアップデートのみサポートが継続されている。
なお、iOS 18のアップデートを保留していても、現時点(2025年3月現在)はサポートを継続中。

## 新機能・変更点

### 電話アプリ
- パーソナライズされた連絡先ポスター
電話をかけた際に相手先の画面にどのように表示されるかをカスタマイズできるようになった。
- 着信コントロールの位置
画面下部になり操作がしやすくなった。
- SIMごとの着信音設定
デュアルSIMで使用する場合にSIMごとに着信音を設定できるようになった。

### FaceTime
- オーディオとビデオによるメッセージにも対応
FaceTime通話に相手が出なかった場合にビデオメッセージが残せるようになった。
- FaceTime通話をApple TVに引き継げる機能
- 連絡先に未登録の発信者を消音する機能

### メッセージ
- 写真の被写体を抜き出してLiveステッカーを作成する機能
- キーボードの新しいパネル
- 検索フィルター強化
複数のコンテンツの種類をあわせて精度の高い検索ができるようになった。
- オーディオ メッセージの自動的に書き起こし
- オーディオ メッセージでの一時停止。
- 目的地に到着したことを知らせたい時の安否確認機能の導入

### AirDrop
- NameDropで、iPhone同士、iPhoneとApple Watchで、連絡先情報を共有。
iPhone同士を近づけるだけで連絡先を交換できるようになった。

### 入力
- Transformer言語モデルによる文字入力予測精度向上と、自動修正の改良
- 新しい音声認識モデルを活用し、音声入力の精度向上

### スタンバイ
- iPhoneを横向きで充電している時に離れた場所から見えるサイズでの、情報のフルスクリーン表示
時計や写真、ウィジェット、ライブアクティビティ、通知など、さまざまな情報を画面横向きに表示できるようになった。時計のデザインはデジタル・アナログ・世界・太陽・フローティングの5種類から選択可能[4]

### ロック画面
- iPhoneのロック画面の時計のフォントの太さが調整可能に[5]
- ロック画面にLive Photoを壁紙して設定できるようになり動く壁紙が設定可能に[6]

### 着信音と通知音
- 着信音と通知音が追加され、プッシュ通知の音は[トライトーン]から[リバウンド]に変更された。iOS 16 以前の着信音や通知音は[クラシック]カテゴリに移動し、引き続き利用できる。
- iOSでは長年プッシュ通知の音は変更できなかったが、iOS 17.2から変更可能になった。

### ジャーナル
- iOS 17.2で追加された、機械学習の補助による日記支援機能

### Safari
- プライベートブラウズでトラッキングとフィンガープリント保護機能強化

### パスワード
- 信頼できる連絡先グループとパスワードを共有

### 時計アプリ
- タイマー機能で複数のタイマーを利用できるようになった。

### ヘルスケアアプリ
- 心の健康の機能が加わった
- 子供が近視になるリスク低減、眼精疲労を軽減。

### マップ
- オフラインマップ追加。

### AirTag
- 最大5人と共有して追跡できる

### AirPlay
- ユーザーの好みを学習することで、コンテンツの共有が簡単に

### AirPods
- 適応型オーディオ、パーソナライズされた音量、会話感知などの新機能追加

### ホームアプリ
- 最大30日間のアクティビティ履歴を確認できる機能追加
- Matter対応の鍵で、タップしてロック解除とPINコードが利用可能になる

### リマインダー
- 追加したアイテムを自動的にカテゴリ別に分類する

### 「画像を調べる」
- 一時停止したビデオのフレームでも利用可能に
- 食べ物、店舗、標識、記号も特定し、写真やビデオから個々の被写体を抜き出す

### Siri
- 「Siri」と言うだけで起動する（日本語では非対応）
- 日本語では「ねえ、Siri」で起動する

### 写真
- 機械学習により猫や犬の認識
- 水平器
撮影時にバーチャル水平器が表示されるようになった。

### プライバシー
- 「センシティブな内容の警告」

### アクセシビリティ
- アシスティブアクセス、ライブスピーチ、パーソナルボイス、「ポイントして読み上げ」

## バージョン
iOS 17のアップデートについて。
| バージョン | ビルド | 配信日         | 更新内容 | リリースノート |
| ---------- | ------ | -------------- | --- | -------------- |
| 17.0       | 21A327 | -              | iPhone 15/15 Plus, 15 Pro/15 Pro/Max初期出荷分 | [ 10 ]         |
| 17.0       | 21A329 | 2023年9月18日  | iOS 17 のアップデートについて | [ 10 ]         |
| 17.0       | 21A331 | 2023年9月18日  | iPhone 15/15 Plus, 15 Pro/15 Pro/Max初期出荷向けアップデート | [ 10 ]         |
| 17.0.1     | 21A340 | 2023年9月21日  | iPhone 14/14 Plus・iPhone 14 Pro/14 Pro Max以前向けのセキュリティアップデート |                |
| 17.0.2     | 21A350 | 2023年9月21日  | iPhone 15/15Plus・iPhone 15 Pro/15 Pro Max用の初期設定中のデータ転送のバグ修正とセキュリティアップデート | [ 13 ]         |
| 17.0.2     | 21A351 | 2023年9月26日  | 初期設定中のデータ転送のバグ修正 | [ 13 ]         |
| 17.0.3     | 21A360 | 2023年10月4日  | セキュリティアップデート、iPhoneが予想外に発熱する場合がある問題の修正 | [ 16 ]         |
| 17.1       | 21B80  | 2023年10月25日 | セキュリティアップデート、複数の問題の修正、機能追加 |                |
| 17.1.1     | 21B91  | 2023年11月7日  | 複数の問題の修正 |                |
| 17.1.2     | 21B101 | 2023年11月30日 | セキュリティアップデート |                |
| 17.2       | 21C62  | 2023年12月11日 | セキュリティアップデート バグ修正・「ジャーナル」「空間ビデオ」を含む新機能を追加 | [ 21 ]         |
| 17.2.1     | 21C66  | 2023年12月19日 | 重要なバグ修正 |                |
| 17.3       | 21D50  | 2024年1月22日  | いくつかの新機能とバグ修正、セキュリティアップデート | [ 22 ]         |
| 17.3.1     | 21D61  | 2024年2月8日   | タイプ入力中にテキストが予期せず複製されたり重なって見えることがある問題を修正 |                |
| 17.4       | 21E219 | 2024年3月5日   | セキュリティアップデート 新しい絵文字の追加、Podcastの改良・英語、スペイン語、フランス語、ドイツ語文字起こし機能、iPhone 15/Plus/Pro/Pro Maxで“バッテリーの状態”に充放電回数、製造日、および最初の使用を表示する | [ 25 ]         |
| 17.4.1     | 21E236 | 2024年3月21日  | セキュリティアップデート | [ 27 ]         |
| 17.5       | 21F79  | 2024年5月14日  | セキュリティアップデート 新しい壁紙の追加、Bluetoothトラッカー検出機能によりユーザに通知 | [ 29 ]         |
| 17.5.1     | 21F90  | 2024年5月20日  | データベース破損により削除した写真が写真ライブラリに再表示されることがまれにある問題修正 |                |
| 17.6       | 21G80  | 2024年7月30日  | セキュリティアップデート | [ 31 ]         |
| 17.6.1     | 21G93  | 2024年8月7日   | 高度なデータ保護を有効または無効にできなくなる問題を修正 |                |
| 17.6.1     | 21G101 | 2024年8月19日  | 高度なデータ保護を有効または無効にできなくなる問題を修正 |                |
| 17.7       | 21H16  | 2024年9月16日  | セキュリティアップデート |                |
| 17.7.1     | 21H216 | 2024年10月28日 | セキュリティアップデート |                |
| 17.7.2     | 21H221 | 2024年11月19日 | セキュリティアップデート |                |
| 17.7.6     | 21H423 | 2025年3月31日  | セキュリティアップデート |                |
| 17.7.7     | 21H433 | 2025年5月6日   | セキュリティアップデート | [ 36 ]         |

凡例:   過去のバージョン   最新のバージョン

## 対応端末
以下は、iOS 17に対応している端末の一覧である。

### iPhone
- iPhone XS
- iPhone XS Max
- iPhone XR
- iPhone 11
- iPhone 11 Pro
- iPhone 11 Pro Max
- iPhone SE (第2世代)
- iPhone 12 mini
- iPhone 12
- iPhone 12 Pro
- iPhone 12 Pro Max
- iPhone 13 mini
- iPhone 13
- iPhone 13 Pro
- iPhone 13 Pro Max
- iPhone SE (第3世代)
- iPhone 14
- iPhone 14 Plus
- iPhone 14 Pro
- iPhone 14 Pro Max
- iPhone 15
- iPhone 15 Plus
- iPhone 15 Pro
- iPhone 15 Pro Max